# Gynanisa germouxi
Gynanisa germouxi är en fjärilsart som beskrevs av Pierre Claude Rougeot 1973. Gynanisa germouxi ingår i släktet Gynanisa och familjen påfågelsspinnare. Inga underarter finns listade i Catalogue of Life.